# Datzetal
Datzetal település Németországban, Mecklenburg-Elő-Pomeránia tartományban. Lakosainak száma 885 fő (2023. december 31.).

## Népesség
A település népességének változása:
| Lakosok száma | 886  | 864  | 866  | 863  | 887  | 885  |
|               | 2014 | 2017 | 2019 | 2021 | 2022 | 2023 |